# Shire (Stadt)

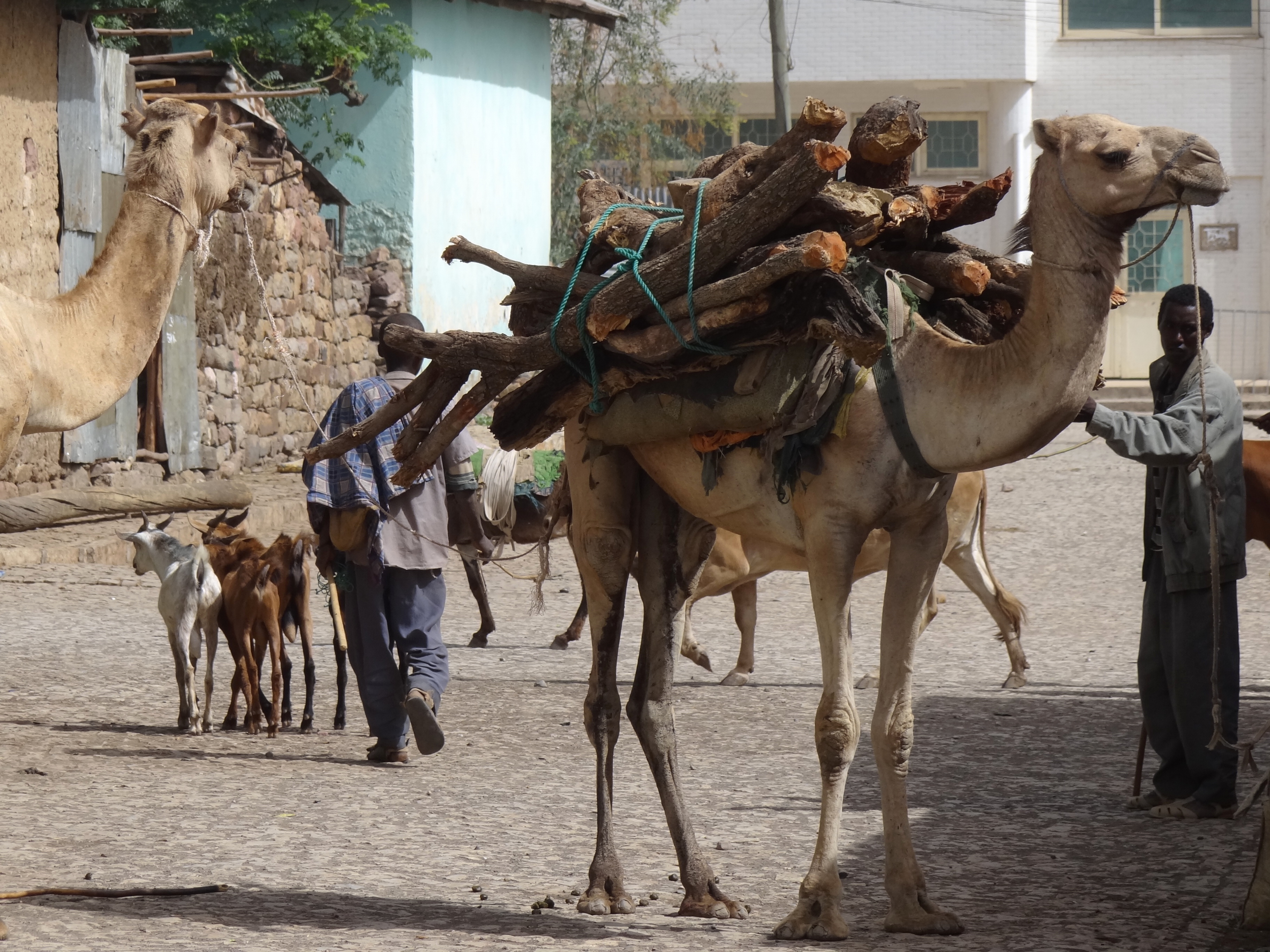
Lastenkamel in der Stadt

Shire, auch Inda Silase, Inda Selassie und Enda Sel(l)assie, ist eine Stadt im Norden Äthiopiens in der Region Tigray an der Nationalstraße 3 (heute: B30) von Gonder nach Aksum. Für das Jahr 2007 werden 47.284 Einwohner angegeben. Shire liegt ca. 60 km westlich von Aksum. Der Name „Shire“ (gesprochen „Schiré“) bezieht sich auf eine der sieben Landschaften des historischen Reiches Tigré.
Shire hat eine Universität und einen Flugplatz.
Während des im November 2020 begonnenen äthiopischen Bürgerkriegs nahmen am 18. Oktober 2022 Regierungstruppen die Stadt ein.